# Mun Jun
Mun Jun (kor. 문 준; ur. 14 lipca 1982 w Chuncheon) – południowokoreański łyżwiarz szybki, brązowy medalista mistrzostw świata.

## Kariera
Pierwszy sukces w karierze Mun Jun osiągnął w 2001 roku, kiedy zdobył srebrny medal w wieloboju podczas mistrzostw świata juniorów w Groningen. W zawodach tych przegrał tylko z Japończykiem Shingo Doi. Na rozgrywanych rok później mistrzostwach świata juniorów w Collalbo wspólnie z kolegami z reprezentacji zdobył złoty medal. Największy sukces w kategorii w seniorów osiągnął na sprinterskich mistrzostwach świata w Heerenveen, gdzie zajął trzecie miejsce. Wyprzedzili go jedynie jego rodak, Lee Kyou-hyuk oraz Kanadyjczyk Jeremy Wotherspoon. W tym samym roku był też między innymi czwarty w biegu na 500 m podczas dystansowych mistrzostw świata w Nagano, gdzie walkę o medal przegrał z Jōjim Katō z Japonii. Czwarte miejsce zajął także w biegu na 1500 m na dystansowych mistrzostwach świata w Salt Lake City w 2007 roku, walkę o podium rozgrywając tym razem z Kanadyjczykiem Dennym Morrisonem. Dziesięciokrotnie stawał na podium zawodów Pucharu Świata, jednak nigdy nie zwyciężył. Najlepsze wyniki osiągnął w sezonie 2007/2008, kiedy zajął szóste miejsce w klasyfikacji końcowej 500 m. W 2002 roku wziął udział w igrzyskach olimpijskich w Salt Lake City, zajmując 33. miejsce w biegu na 500 m. Na rozgrywanych cztery lata później igrzyskach w Turynie jego najlepszym wynikiem było szesnaste miejsce w biegu na 1500 m. Brał także udział w igrzyskach olimpijskich w Vancouver w 2010 roku, gdzie był dziewiętnasty w biegu na 500 m i osiemnasty na dwukrotnie dłuższym dystansie. W 2011 roku zakończył karierę.